# معهد جيزوند هايت!
إن معهد جيزوند هايت! (وتعني 'الصحة الجيدة!') هو مشروع قام على تمويله الدكتور هنتر "باتش" آدمز في عام 1971 يقع خارج منطقة هيلزبورو في إقليم بوكاهونتاس في فيرجينيا الغربية. تنص رؤية المعهد على أنه مخصص لتقديم الرعاية الصحية عن طريق استبدال ما يراه المعهد جشعًا وتزاحمًا بمفهومي الكرم والرحمة. وقد كان إنشاء معهد جيزوند هايت! موضوع فيلم أنتج في عام 1998 بعنوان باتش آدمز حيث لعب بطولته روبين ويليامز.

## الوصف
يهدف المعهد إلى دمج المستشفى التقليدي مع الطب البديل مثل العلاج بالمداواة الطبيعية والوخز بالإبر والمعالجة المثلية، وتجمع هذه الرعاية بين الطب التكاملي والفنون التعبيرية والصناعات اليدوية والاستمتاع بالطبيعة والزرع والاستجمام، وهذه واحدة من البعثات المستمرة لمعهد الصحة الجيدة! ويشتمل المعهد على مفهوم «المزاح الإنساني». كما يستخدم المشروع شعار الضحك كعنصر متكامل للرعاية الطبية الفعالة، وفي الماضي كان معهد جيزوند هايت! قد أدخل بعض المهرجين لمناطق الحرب في البوسنة ومخيمات اللاجئين في جمهورية مقدونيا وكذلك ملاجئ الأيتام في جنوب أفريقيا .

## الخطط الحالية
وفي أكتوبر من عام 2007 كشف كل من باتش آدمز ومعهد جيزوند هايت النقاب عن حملتهما لجمع مليون دولار لبناء مركز تعليمي وعيادة فوق أرض المعهد في ولاية فرجينيا الغربية، وتتضمن الخطة ضم 40 سريرًا للمستشفى سيتم استغلالها في الرعاية الصحية الشاملة, مما يمكن المعهد من رؤية المرضى في منشآته بينما يقومون باستكمال وتبادل نظريات تصميم الرعاية الصحية.